# Felipe Garín Ortiz de Taranco
Felipe Garín Ortiz de Taranco, né le 14 février 1908 à Valence et mort le 7 juin 2005 dans la même ville, est un historien de l'art et universitaire espagnol spécialiste de l'art valencien.